# NGC 4503
NGC 4503 (również PGC 41538 lub UGC 7680) – galaktyka soczewkowata (SB0), znajdująca się w gwiazdozbiorze Panny. Odkrył ją William Herschel 15 marca 1784 roku. Należy do Gromady w Pannie.